# Ny-Hellesund
Ny-Hellesund er en uthavn i Søgne kommune i Agder fylke i Norge, bestående af tre hovedøer med gode havne- og indsejlingsforhold. Øerne hedder: Monsøya, Helgøya og Kapelløya.
Stedet har 10-15 fastboende, men om sommeren er der mange  sommergæster i huse, hytter og naust. Der er stor småbådstrafik gennem hovedsundet, Hellesundet, og mange lægger til for et døgn eller tre, ikke mindst er der fine havneforhold i den store, lune lagune mellem Helgøya og Kapelløya.
Ny-Hellesund regnes som en af landets bedst bevarede uthavne. Fylkeskonservatoren i Vest-Agder igangsatte fredning af kulturmiljøet Ny-Hellesund i 2009. Uthavnen blev fredet ved Kongelig resolution den 21. oktober 2016.

## Øerne

### Kapelløya
Kapelløya (Kabeløya på gamle søkort) blev kaldt «Vester Heløe» frem til 1640. Navneændringen har sammenheng med at der blev bygget et kapel her som stod frem til 1760. I tilknytning til kapellet var der kirkegård hvor «strandvaskere», dvs søfolk som drev døde i land efter forlis, fik deres sidste hvilested. Kirkegården var i brug til 1830. På Kapelløya ligger også «Det kongelige privilegerte gjestgiveri». 
Mellem Kapelløya og Helgøya går Olavsundet som efter sagnet blev dannet da Olav den hellige slog med sit sværdmod fjeldet på flugt fra forfølgere.

### Helgøya
På Helgøya ligger ejendommen «Havbugta» hvor forfatteren Vilhelm Krag tilbragte store deler af året fra 1917 og frem til han døde 10. juli 1933. 
Helgøya er også kendt for de store varder på toppen av øen, motivet for Søgnes kommunevåben. 
Det store kystfort som blev anlagt på øen under anden verdenskrig er også en attraktion for besøgende.

### Monsøya
På Monsøya, som er den største af de tre øer, ligger «Vilhelm Krags brygge». Kajen stod færdig i 1939 som et usædvanligt, men nyttigt mindesmærke over forfatteren som havde en ejendom i Ny-Hellesund først fra 1904 til 1906 og siden boede store dele af året i uthavnen. 
I det gamle skolehus på Monsøya etablerede skuespilleren Knut Walle Udhavn Teater hvor han i en årrække spillede monologer for 30 tilskuere pr. forestilling. 

## Historie
Ny-Hellesund var en vigtig havn i sejlskibstiden med gæstgiveri, handel, fiske og hummerfangst. Stedet havde losstation og toldstation. Gæstgiveriet fik kongelig bevilling i 1690 og havde privilegier fra 1766. Tidligere var privilegiet knyttet til ejendommen "Tønvold" ved St. Olavs strand. Slægterne Falck, Reymert og Langfeldt er særlig knyttet til de gamle gæstgiverier i Ny Hellesund. 
Losvæsenet i Norge blev organiseret i 1720'erne og der blev oprettet losstation i Ny-Hellesund. Behovet for lokalkundskab i manøvreringen fremgår også af nutidens farvandsbeskrivelse: «Svært urent farvand med mange holme og skær. Relativt åbent farvand mellem de større øer. Udenom disse løb er farvandet vanskelig manøvrerbart.»
Farvandet var spesielt krævende den gang sejl var eneste fremdriftsmiddel. I tiden fra 1833 til 1915 omkom 19 af 74 af losene som hørte til Ny-Hellesund distrikt. I 1890 blev losoldermandstillingen overført til Kristiansand. Losstationerne blev nedlagt i 1965. De to sørlandsslægter Langfeldt og Reymert dominerede gennem flere generationer los-, skipper,- og redermiljøet i Ny Hellesund.
Ny-Hellesund fik omgangsskole omkring 1775. Fast  skole kom i 1820'erne, først i lejede lokaler. I 1835 var det første skolehus færdigbygget. Skolen blev nedlagt i 1963.
I 1790 fik Ny-Hellesund fast toldstation. Den blev nedlagt i 1963.
Johan Martin Nielssen og Amaldus Nielsen er norske malere som har skildret Ny-Hellesund.

## Kystfortet
Under anden verdenskrig anlagde de tyske okkupanter et kystfort på Helgøya. Arbejdet blev påbegyndt i 1942 og blandt andet russiske krigsfanger deltog  i arbejdet. Hensigten med anlægget var at beskytte kysttrafikken og den vestlige indsejling til Kristiansand.
Fortet blev i sin tid kaldt «Norges lille Gibraltar». Fortet havde en bemanding på 150. Det var bestykket med fire 10,5 cm kyst-artillerikanoner (K 331) som havde en rækkevidde på ca. 12 km. Til nærforsvar fandtes maskinkanoner, mortérer, flammekastere  og maskingevær. Videre var fortet udstyret med radar, lyskastere og røganlæg. Alt i alt blev der anlagt 31 bygninger i træ og 26 skudsikre stenbunkere på området.
Afdelingen blev oprettet  som en uafhængig artillerienhed i Tyskland i juli 1942. Den blev overført til Norge i marts 1943. Enheden som var del af Artillerieuntergruppe Sögne var underlagt Hærens kystartillerigruppe i Mandal.
Fortet blev nedlagt i 1945, alle bygninger nedrevet, udstyret fjernet og anlæggene forsøgt udvisket i de følgende 30-40 år. I 1987 startede Forsvarshistorisk Forening i Kristiansands-regionen restaurering. Flere 10,5 cm M/13 Schneiderkanoner er på plads i stillingerne. Forsvarsstillinger, løbegrave, veje og tunneler i området er sikret og udbedret, så  området er lettere tilgængelig.

## Befolkningsudvikling
- 1801 113 personer
- 1865 212 personer
- 1900 167 personer
- 2004 10 – 15 personer